# 플루아시진
플루아시진 (fluacizine)은 프토라지신(Phtorazisin)의 상표명으로 러시아에서 판매되기도 하고 있는 페노티아진 (phenothiazine) 계열의 삼환계 항우울제 (TCA)이다.
플루아시진은 다른 페노티아진과 달리 항정신병약물이 아니어서, 실제로 항정신병 약물, 레세르핀, 테트라베나진과 같은 항도파민제에 의해 유발된 강직증 및 추체외로 증상을 해소시키기도 하지만, 암페타민으로 인한 상동증 (stereotypy)을 강화시킬 수도 있다. 노르에피네프린 재흡수 억제제, 항히스타민제, 항콜린제 역할을 하는 것으로 알려져 있다. 이 약은 1960년대에 개발되어 1970년대에 시판되었다.
플루아시진은 클로라시진의 트리플루오로메틸 유사체이다.

## 같이 보기
- 피포페진